# Jean-Daniel Gerber

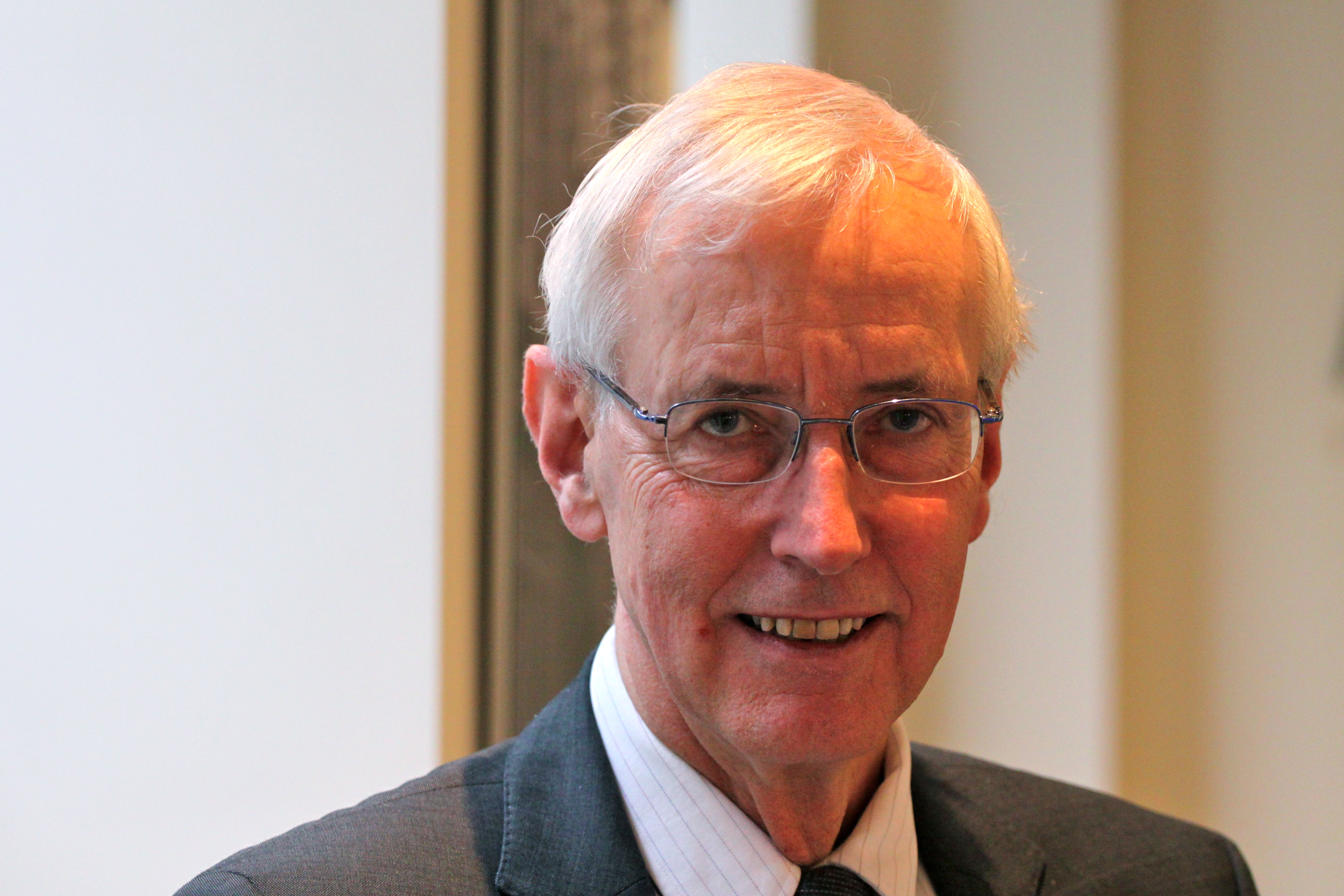
Jean-Daniel Gerber (2011)

Jean-Daniel Gerber (* 29. August 1946 in Bern) ist ein Schweizer Ökonom und ehemaliger Staatssekretär sowie Direktor des Staatssekretariats für Wirtschaft (SECO).

## Leben
Jean-Daniel Gerber wuchs deutsch- und französischsprachig auf und studierte Volkswirtschaft an der Universität Bern (lic. rer. pol). Deren Wirtschafts- und Sozialwissenschaftliche Fakultät verlieh ihm 2008 die Ehrendoktorwürde.
Im Dienst der Eidgenossenschaft war er in zahlreichen unterschiedlichen Bereichen tätig: Im damaligen Bundesamt für Aussenwirtschaft (BAWI), in Genf als schweizerischer Vertreter bei der UNCTAD und der WTO, in Washington als Leiter des Wirtschafts- und Finanzdienstes der schweizerischen Botschaft und anschliessend als Exekutivdirektor und Dean des Boards der Weltbank (1993–1997). Im November 1997 betraute der Bundesrat Jean-Daniel Gerber mit der Führung des Bundesamts für Flüchtlinge und von 2004 bis 2011, im Rang eines Staatssekretärs, mit der Leitung des Staatssekretariats für Wirtschaft SECO.
Nach seinem Austritt aus dem Bundesdienst aufgrund der Pensionierung präsidierte er von 2011 bis 2018 den Verwaltungsrat der Schweizerischen Entwicklungsfinanzierungsgesellschaft Swiss Investment Fund for Emerging Markets (SIFEM), von 2015 bis 2021 Swiss Sustainable Finance (SSF) und von 2011 bis 2020 die Schweizerische Gemeinnützige Gesellschaft SGG. Ausserdem war er Mitglied der  Verwaltungsräte der Lonza Group AG (2011–2018) und von Credit Suisse (2012–2015). Letztere verliess er wegen Meinungsunterschieden über die eingeschlagene Strategie und das Vergütungssystem. Gerber präsidiert gegenwärtig den Verein «Reintegration im Herkunftsland» mit dem Zweck, heimkehrende Asylsuchende und Sans-Papiers die berufliche Wiedereingliederung zu ermöglichen.
Jean-Daniel Gerber ist verheiratet und hat zwei erwachsene Kinder.